# Międzyrzec Podlaski

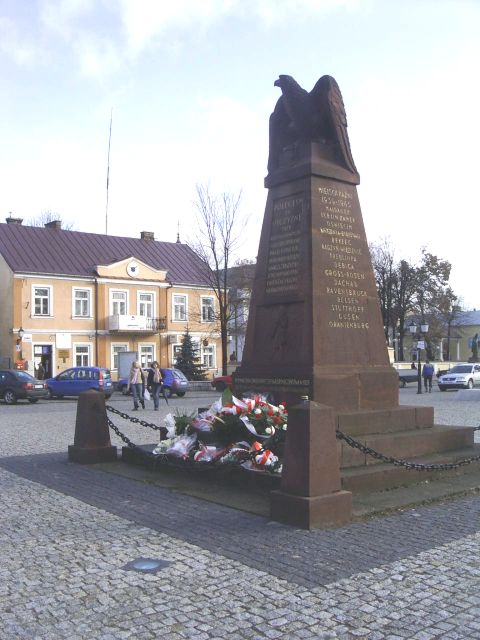
Międzyrzec Podlaski

Międzyrzec Podlaski là thủ phủ của Lubelskie ở Tây-Bắc Ba Lan, nằm bên sông Krzna. Năm 2005, thành phố có dân số vào khoảng 17.300 người. Diện tích 19,75 km2. Đây là thành phố chính của vùng Lubelskie và là thủ phủ hành chính của Hạ Lublin (từ năm 1999), trước đó là Biała Podlaska.